# Проспект Небесной Сотни
Проспект Небесной Сотни— один из крупных проспектов Одессы. Весь находится в пределах Киевского района города, протяженность 5,4 км.
Начинается на перекрестке улицы Инглези, идёт в микрорайон Червоный Хутор (Лиманка). До пересечения с улицей Левитана имеет в каждую сторону по 3 полосы движения. После пересечения с улицей Левитана — по две полосы движения в каждую сторону. После пересечения с проспектом Академика Глушко — по одной. Проспект лежит недалеко от черты города Одесса. Является одной из основных дорог в сторону пос. Черноморка (Люстдорф), пос. Совиньон, Рыбного порта и гор. Черноморск. Прежнее названия — проспект Ленинской «Искры» (до 1989 года) и проспект Маршала Жукова (до 2016).
17 октября 2020 года сообщено о решении городской историко-топонимической комиссии Одессы о возвращении проспекту имени маршала Жукова.

## История
Проспект назван в честь Небесной сотни. В небольшом сквере на пересечении с проспектом Академика Глушко в 2012 году кандидатом-самовыдвиженцем по 133-му округу Юрием Пресновым был самовольно установлен бронзовый бюст Жукова. 6 ноября 2014 года бюст был похищен неизвестными. 9 сентября 2015 года была установленна гипсовая копия бюста, которая впоследствии была снесена активистами националистических организаций в ночь на День независимости в 2017 году.

## Основные данные о проспекте
| Наименование  | Данные  |
| ------------- | ------- |
| Страна        | Украина |
| Город         | Одесса  |
| Протяженность | 5,4 км  |

На проспекте планируется строительство кольца на перекрестке c проспектом Академика Глушко. На проспекте расположены 3 торговых центра (City Center, Сундук, Маршал), два бытовых рынка, один мини-рынок, центральный оптовый продуктовый рынок.

## Транспорт
| Вид транспорта  | Номер маршрута                                        |
| --------------- | ----------------------------------------------------- |
| Трамвай         | 13 (Пересекает улицу в районе остановки «Экспострой») |
| Троллейбус      | 12                                                    |
| Маршутное такси | 18(7-й КМ), 121, 145, 149, 191, 197, 210, 214         |
| Автобус         | 25                                                    |